# Amorosia littoralis
Amorosia littoralis är en svampart som beskrevs av Mantle & D. Hawksw. 2006. Amorosia littoralis ingår i släktet Amorosia och familjen Sporormiaceae.   Inga underarter finns listade i Catalogue of Life.